# Municipio de Zihuatanejo de Azueta
El municipio de Zihuatanejo de Azueta es uno de los 85 municipios que conforman al estado mexicano de Guerrero. Forma parte de la región de la Costa Grande y su cabecera es la ciudad y puerto de Zihuatanejo.

## Toponimia
El complemento de Azueta lo lleva en honor al teniente de marina José Azueta Abad, quien era originario del puerto de Acapulco, y que murió durante la invasión de las tropas estadounidenses de 1914 en el puerto de Veracruz.

## Geografía

### Localización y extensión
El municipio de Zihuatanejo de Azueta se localiza al suroeste del estado de Guerrero, en las coordenadas geográficas 17°33′ y 18°5′ de latitud norte y entre los 101°15′ y 101°44′ de longitud oeste respecto al meridiano de Greenwich. Ocupa una superficie territorial de 1,468 kilómetros cuadrados que a modo porcentual equivalen a un 2.31 % con respecto a la superficie total del estado. Forma parte de la región geo-económica de Costa Grande del estado.

### Límites municipales
Tiene límites administrativos con los siguientes municipios o accidentes geográficos, según su ubicación:
|                                                           | Norte: Coahuayutla de José Ma. Izazaga, Coyuca de Catalán |                |
| Oeste: La Unión de Isidoro Montes de Oca, Océano Pacífico |                                                           | Este: Petatlán |
|                                                           | Sur: Océano Pacífico, Petatlán                            |                |

### Orografía e hidrografía
La orografía del municipio se encuentra clasificada en tres diferentes zonas o tipos de relieve. Las zonas accidentadas se extienden en la mayoría del territorio al ocupar un 70 %, las zonas semiplanas corresponden a un 20 % de la superficie y las planas tan solo un 10 %. Entre sus elevaciones principales destacan la sierra de la Cuchara y la Cumbre de la Peatada que cuyas alturas oscilan de los 0 hasta los 1,000 m s. n. m.. La localidad que se encuentra a mayor altitud en el municipio es el Rancho los Ujes a 1,650 m s. n. m. mientras que la cabecera municipal Zihuatanejo se encuentra en una de las zonas más bajas a tan solo 20 m s. n. m.
Zihuatanejo de Azueta forma parte de la región hidrológica de la Costa Grande donde la principal cuenca que baña el municipio es el río Ixtapa y en una muy pequeña porción hacia el extremo este, en los límites con el municipio de Petatlán, la cubre la cuenca del río Coyuquilla. El río Ixtapa posee una cuenca de 260 kilómetros cuadrados y desemboca en la barra de Ixtapa. También existen otros ríos como el Verde, lagunas como la Blanca y arroyos como el Real, Pantla, Zapote, San Miguelito y Lagunillas.

### Climas y ecosistemas
El tipo de clima que predomina en su mayoría en el municipio es Cálido Subhúmedo con lluvias en verano, aunque en el extremo norte se experimenta un clima de tipo Semicálido subhúmedo con lluvias en verano. Su temperatura media anual varía, en la parte sur del territorio predominan las temperaturas más altas que van de los 26 a 28 °C, en la parte central se dan temperaturas de 22 a 26 °C y en la parte norte, por efecto de orografía, se dan las temperaturas más bajas con 18 a 22 °C. El régimen de lluvias se presenta muy elevado en las partes norte y oeste al alcanzar los 3,000 mm, en su mayoría el municipio presenta una precipitación promedio de 1,200 mm, aunque hacia el norte y este suelen darse hasta 1,500 mm. En la zona sur del territorio, particularmente donde se localiza la cabecera municipal Zihuatanejo se presentan precipitaciones menores con 1,000 mm.
En flora, el municipio se conforma mayoritariamente por bosques de tipo pino y encino, de cedro rojo y bocote alcanzando alturas de 10 a 15 metros, y Selva baja y mediana caducifolia, estos se caracterizan al desprender sus hojas en tiempos secos. Hacia el oeste, centro y sur se halla la selva Mesófila, particularmente en la cabecera municipal donde también se desarrollan actividades como la agricultura de riego.
Con respecto a la fauna existente en el municipio destacan especies como el tlacoache, huacuatzenes, murciélagos, insectos-fructívoros, armadillos, conejos, venados, liebres, jabalíes, zorra gris, gato montés, onza, comadreja, nutría de río, iguana, tigre, etc. Por su parte, en la fauna marina abundan especies como el huachinango, mojarras, sonco, pápano, tortugas, entre otros.

## Demografía

### Población
Conforme a los resultados que arrojó el II Conteo de Población y Vivienda 2020 efectuado por el Instituto Nacional de Estadística y Geografía, el municipio de Zihuatanejo de Azueta tenía hasta ese año una población total de 126,001 habitantes, de los cuales, 61,437 eran hombres y 64,564 eran mujeres.
| Población de el Municipio de Zihuatanejo de Azueta |
|                                                    |
| Fuente:INEGI                                       |

### Localidades

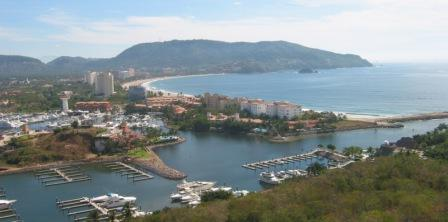
Marina de Ixtapa en Zihuatanejo.

En el censo de 2020 el municipio de Zihuatanejo de Azueta contaba con 169 localidades.
| Código INEGI      | Localidad          | Población (2020) |
| ----------------- | ------------------ | ---------------- |
| 120380001         | Zihuatanejo        | 70 760           |
| 120380124         | Ixtapa Zihuatanejo | 13 806           |
| 120380013         | San José Ixtapa    | 8 988            |
| 120380023         | El Coacoyul        | 6 905            |
| 120380057         | Pantla             | 4 213            |
| 120380206         | Colonia Aeropuerto | 1 784            |
| 120380012         | Barrio Nuevo       | 1 493            |
| 120380207         | Villa Hermosa      | 1 484            |
| 120380005         | Los Almendros      | 1 157            |
| 120380002         | Los Achotes        | 1 122            |
| 120380209         | Buena Vista        | 1 016            |
| Otras localidades | Otras localidades  | 13 273           |
| Total municipal   | Total municipal    | 126 001          |

## Política y gobierno
El 23 de diciembre de 1953, se constituyó el municipio con el nombre de José Azueta formando parte del distrito de Montes de Oca. El 6 de mayo de 2008, el municipio cambió de nombre a Zihuatanejo de Azueta sustituyendo a José Azueta. Esto con base al Decreto N.º 450 expedido por el Congreso de Guerrero y publicado en el Periódico Oficial del Gobierno del Estado.

### Administración municipal
El gobierno del municipio está conformado por un Ayuntamiento, dos síndicos procuradores, y un cabildo formado por doce regidores elegidos por representación proporcional, todos electos mediante una planilla única para un periodo de tres años (pueden ser renovables desde el 2020) para el periodo inmediato, pero si de manera no continúa, las elecciones se celebran el primer domingo del mes de octubre y el ayuntamiento entra a ejercer su cargo el día 1 de enero del año posterior y también a la elección.

### Representación legislativa
Para la elección de los diputados locales al Congreso de Guerrero y de los diputados federales a la Cámara de Diputados de México, Zihuatanejo de Azueta se encuentra integrado en los siguientes distritos electorales:
Local:
- XII Distrito Electoral Local de Guerrero con cabecera en la ciudad de Zihuatanejo.[17]

Federal:
- III Distrito Electoral Federal de Guerrero con cabecera en la ciudad de Zihuatanejo.[18]

### Cronología de presidentes municipales
| Presidentes municipales de Zihuatanejo |                                        |                  |          |
| Período                                | Presidente municipal                   | Partido político | Periodos |
| 1963-1965                              | Amado Sotelo Roque                     | PRI              | 1        |
| 1966-1968                              | Eladio Palacios Soberanis              | PRI              | 1        |
| 1969-1971                              | Jorge R. Bustos Aldana                 | PRI              | 1        |
| 1972-1974                              | Jorge Allec Galeana                    | PRI              | 1        |
| 1975-1977                              | Gumersindo García Martínez             | PRI              | 1        |
| 1978-1980                              | Armando Federico González Rodríguez    | PRI              | 1        |
| 1981-1983                              | Fidel Gutiérrez Gordillo               | PRI              | 1        |
| 1984-1986                              | José Luis Mosqueda Nogueda             | PRI              | 1        |
| 1987-1989                              | Gabino Fernández Serna                 | PRI              | 1        |
| 1990-1993                              | Jorge Allec Galeana                    | PRI              | 2        |
| 1993-1996                              | Armando Federico González Rodríguez    | PRI              | 2        |
| 1996-1999                              | Eric Humberto Fernández Gómez          | PRI              | 1        |
| 1999-2002                              | Jorge Allec Galeana                    | PRI              | 3        |
| 2002-2005                              | Amador Campos Aburto                   | PRD              | 1        |
| 2005-2008                              | Silvano Blanco Deaquino                | PRD              | 1        |
| 2008                                   | Juan Noriega Urieta (Interino)         | (Sin datos)      | 1        |
| 2009-2012                              | Alejandro Bravo Abarca                 | PRI              | 1        |
| 2012                                   | José J. Medina Galeana (Interino)      | (Sin datos)      | 1        |
| 2012-2015                              | Eric Fernández Ballesteros✙            | PRI              | 1        |
| 2015                                   | Luis Fernando Vergara Silva (Interino) | (Sin datos)      | 1        |
| 2015-2017                              | Gustavo García Bello                   | PRD              | 1        |
| 2018                                   | Homero Rodríguez Rodríguez             | PRD              | 1        |
| 2018-2021                              | Jorge Sánchez Allec                    | PRI              | 1        |
| 2021-2024                              | Jorge Sánchez Allec                    | PRI              | 2        |
| Fuente: INAFED                         |                                        |                  |          |

## Actividad económica
La principal actividad económica del municipio es el turismo por la calidez de sus playas y variedad culinaria, por lo que se ha desarrollado la construcción de infraestructura hotelera principalmente en Ixtapa y Zihuatanejo, encontrándose hoteles hasta de Gran Turismo y categoría especial (Hotel-Boutique).